# 傳訊者和提倡者
《傳訊者和提倡者》（英文：Messenger and Advocate）（註：先前稱為《Latter Day Saints' Messenger and Advocate（後期聖徒的傳訊者和提倡者）》）是一份後期聖徒的月刊，自1834年10月到1837年9月止發行於美國俄亥俄州 Kirtland （嘉德蘭）。它的前身是《The Evening and Morning Star （夜與晨星）》，它後來由《Elders' Journal（長老期刊）》和《Times and Seasons（時代與季節）》接替。
《傳訊者和提倡者》是在1833年7月20日後期聖徒在密蘇里州 Independence （獨立城）的印刷廠被摧毀後成立的。第一期發行於1834年10月，主編是 Oliver Cowdery （考得里奧利佛）。
在1835年5月，William W. Phelps （斐普威廉）和 John Whitmer （惠特茂大衛）從考得里奧利佛手中接下編輯的工作。1836年3月考得里奧利佛再次成為編輯，直到1837年2月出版的工作交到 Joseph Smith, Jr. （小斯密約瑟）和 Sidney Rigdon （雷格登瑟耐）手中。1837年10月，《傳訊者和提倡者》被《長老期刊》取代。

## 雷格登派的《傳訊者和提倡者》
1844年雷格登瑟耐宣稱他是小斯密約瑟的繼承人並在賓夕法尼亞州的匹茲堡組織了一個後期聖徒的團體（見繼承危機（後期聖徒運動））。這個團體於1845年開始出版一份期刊，並再次使用這個《Latter Day Saints' Messenger and Advocate（後期聖徒的傳訊者和提倡者）》的名字。當時的編輯是 Ebenezer Robinson （他也是《時代與季節》的創辦人）。在雷格登瑟耐將這個團體的名字改回早期使用的「Church of Christ（基督的教會）」後，這份期刊更名為《Messenger and Advocate of the Church of Christ（基督的教會的傳訊者和提倡者）》。

## 請參見
- 夜與晨星
- 長老期刊
- 時代與季節

## 外部連結
- 《傳訊者和提倡者星》線上資源（英文） （页面存档备份，存于）